# Eugen von Röder (Politiker)
Heinrich Eugen von Röder, auch Eugen von Roeder (* 24. Juni 1808 in Berlin; † 3. April 1888 ebenda) war ein preußischer Politiker und Landrat im Kreis Angermünde (1850–1860).

## Leben
Röder wurde als preußischer Major a. D. zum Landrat in Angermünde ernannt. Anschließend wirkte er im Preußischen Ministerium des Innern. 1862 ernannte man Röder zum Zeremonienmeister und 1873 zum Vize-Oberzeremonienmeister. 1882/83 war er Wirklicher Geheimer Rat und Instrukteur des Diplomatischen Korps. 1885 wurde er zum Oberküchenmeister ernannt.
1850 nahm Röder als Abgeordneter am Erfurter Unionsparlament teil. 1852 bis 1858 wirkte er als Mitglied des Preußischen Abgeordnetenhauses und war 1872 Mitglied im Preußischen Herrenhaus.
Sein Vater war der 1813 gefallene Major i. G. Karl Ferdinand Wilhelm von Roeder (1781–1813), sein Bruder General der Infanterie Heinrich von Roeder.